# Chiesa di Santa Maria la Real
La chiesa di Santa Maria la Real, in spagnolo Iglesia de Santa María la Real, è un luogo di culto cattolico del comune spagnolo di Sangüesa nella comunità autonoma di Navarra. Posta sul Camino Aragonés del Cammino di Santiago di Compostela la sua costruzione risale al XII secolo. La chiesa in Spagna è considerata un Bien de Interés Cultural.

## Storia

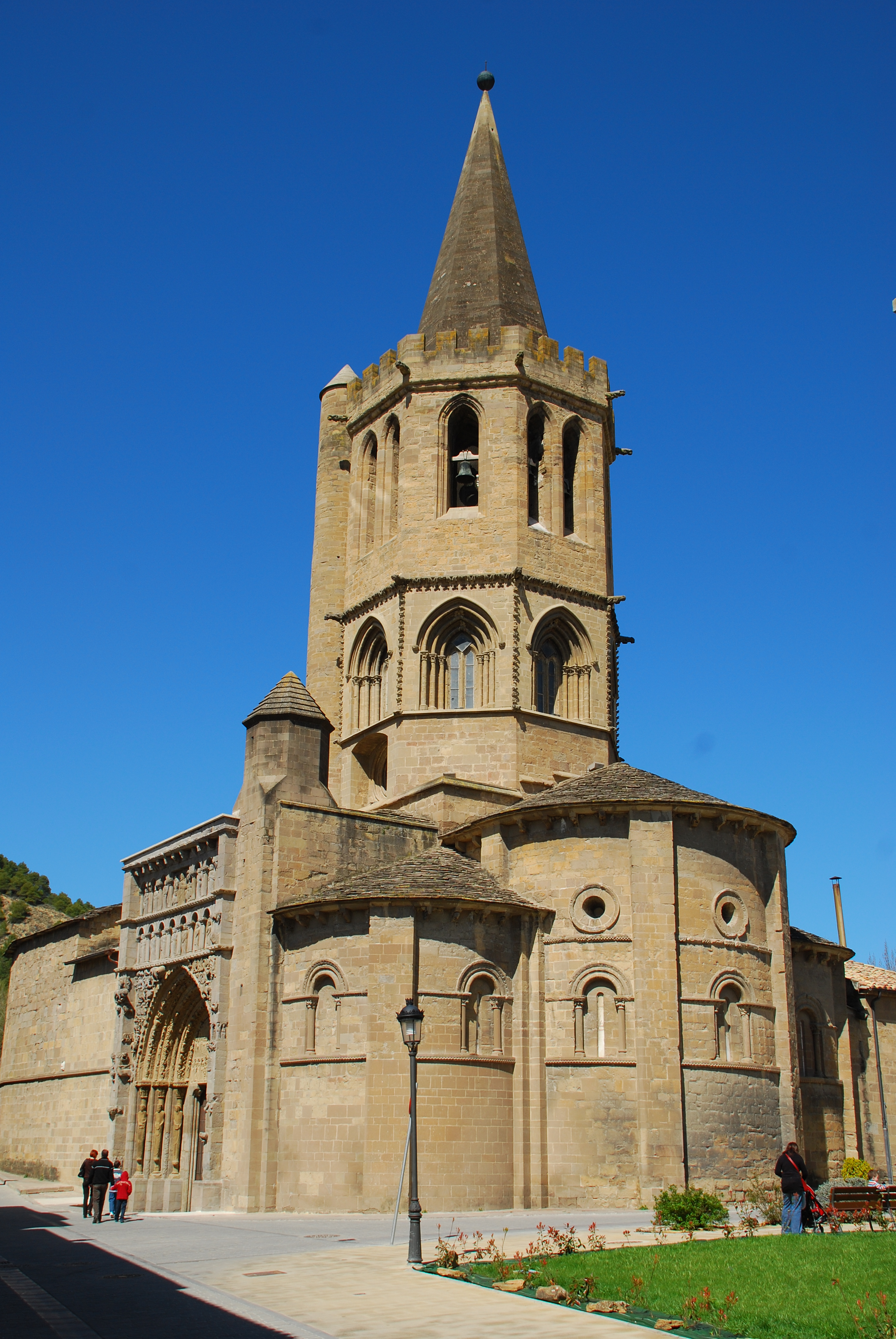
Torre campanaria e zona absidale

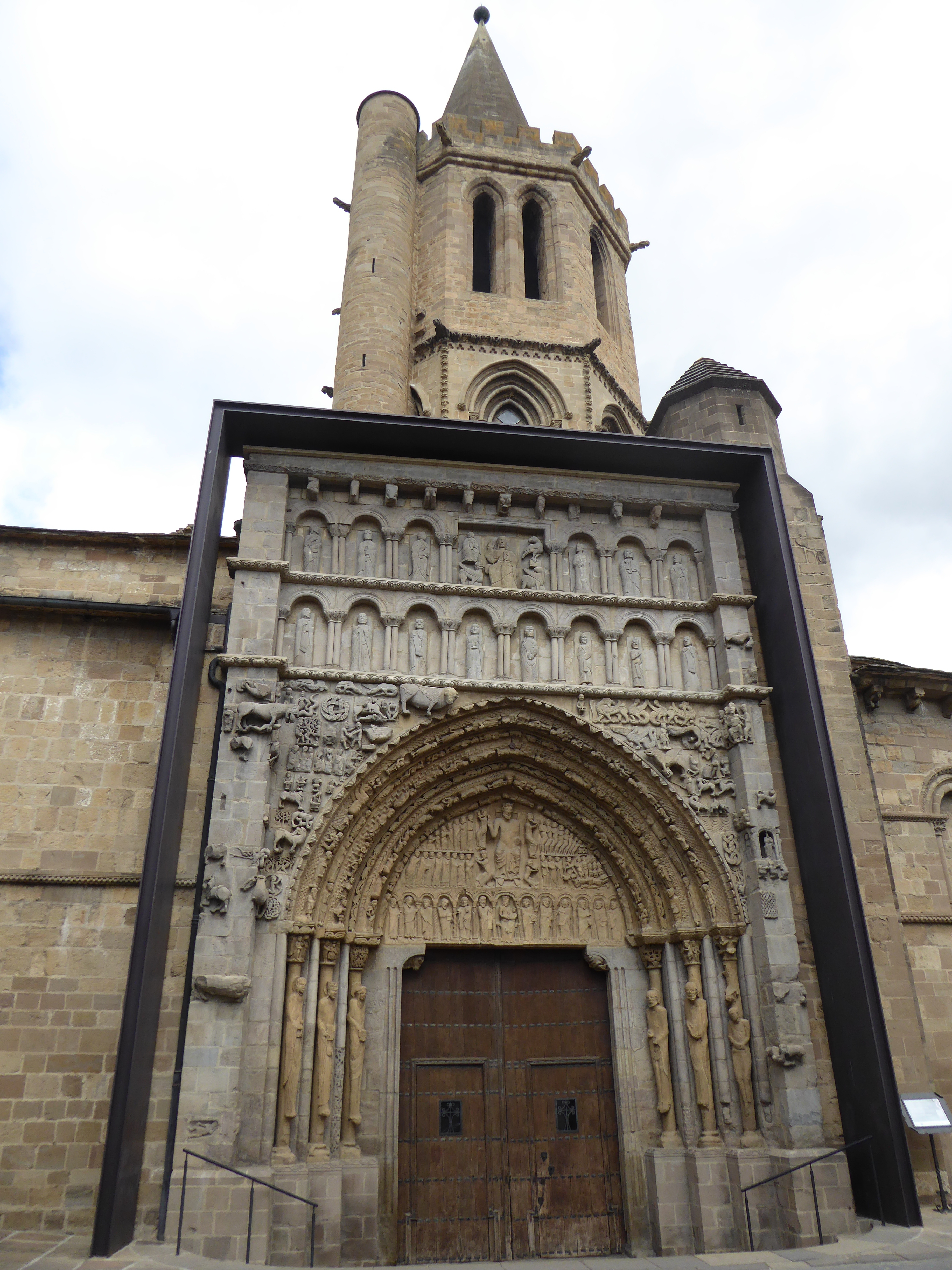
Grande portale sulla facciata della chiesa

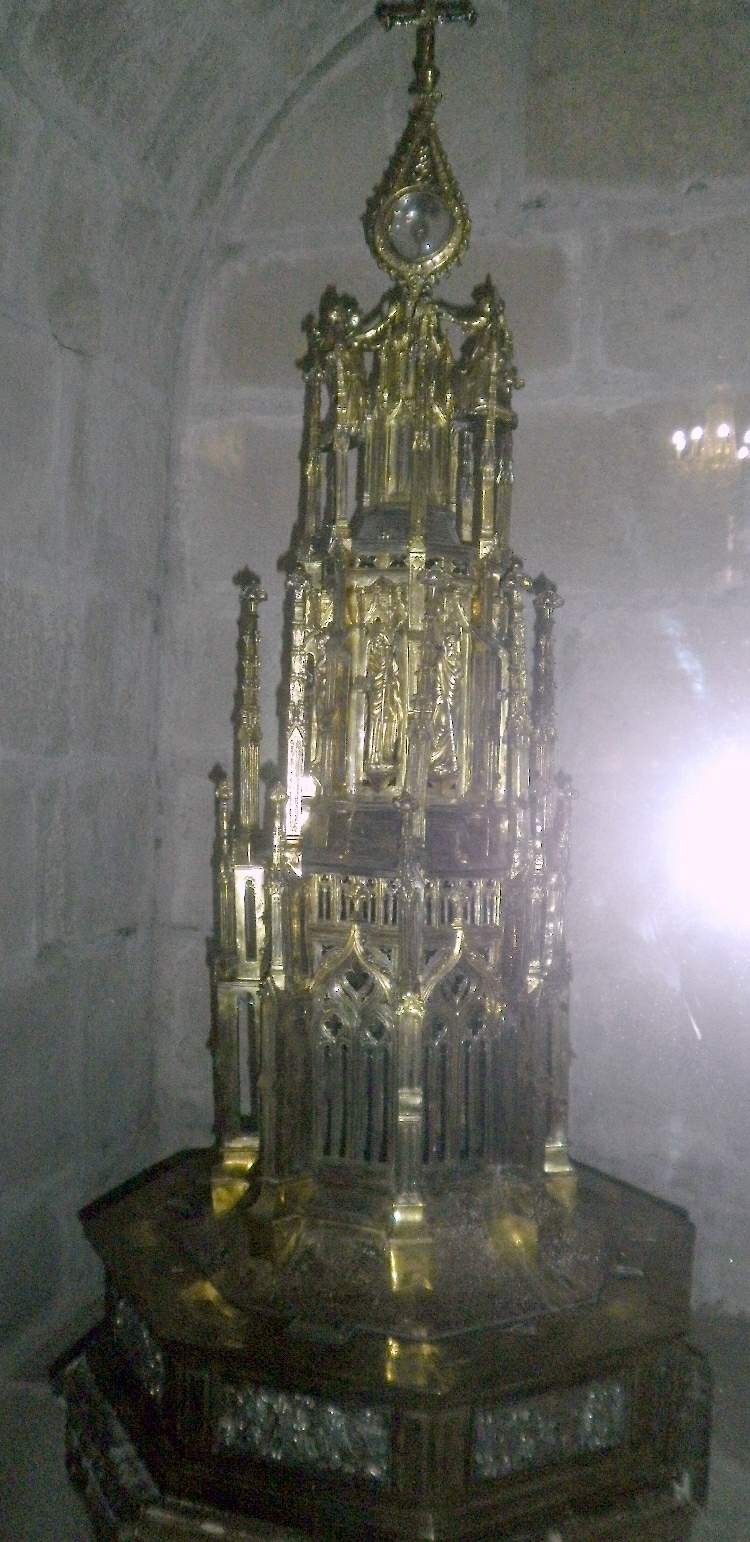
Grande ostensorio da processione

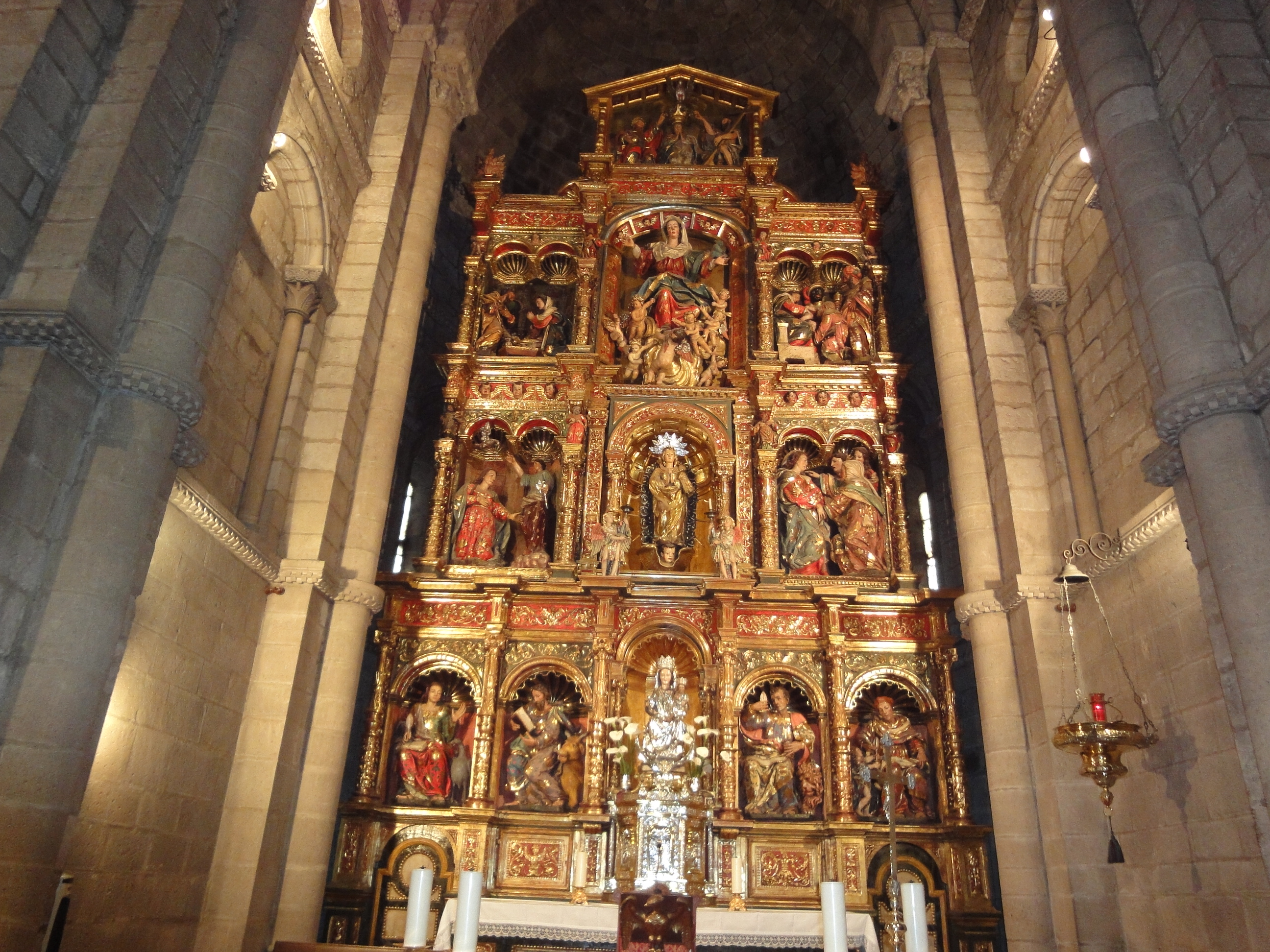
Altare maggiore

Il luogo di culto venne eretto a partire dal XII secolo e venne ultimato circa due secoli più tardi costituendo così un esempio di passaggio dallo stile romanico a quello gotico. Fu Alfonso I d'Aragona a volerne la costruzione e dopo secoli di utilizzo solo a fini religiosi divenne anche una struttura difensiva nel corso delle numerose guerre civili spagnole del XIX secolo. Nella prima metà del secolo successivo fu oggetto di importanti lavori di restauro. Nel 1997 è stato dichiarato Sito di Interesse Culturale dal Governo della Navarra.

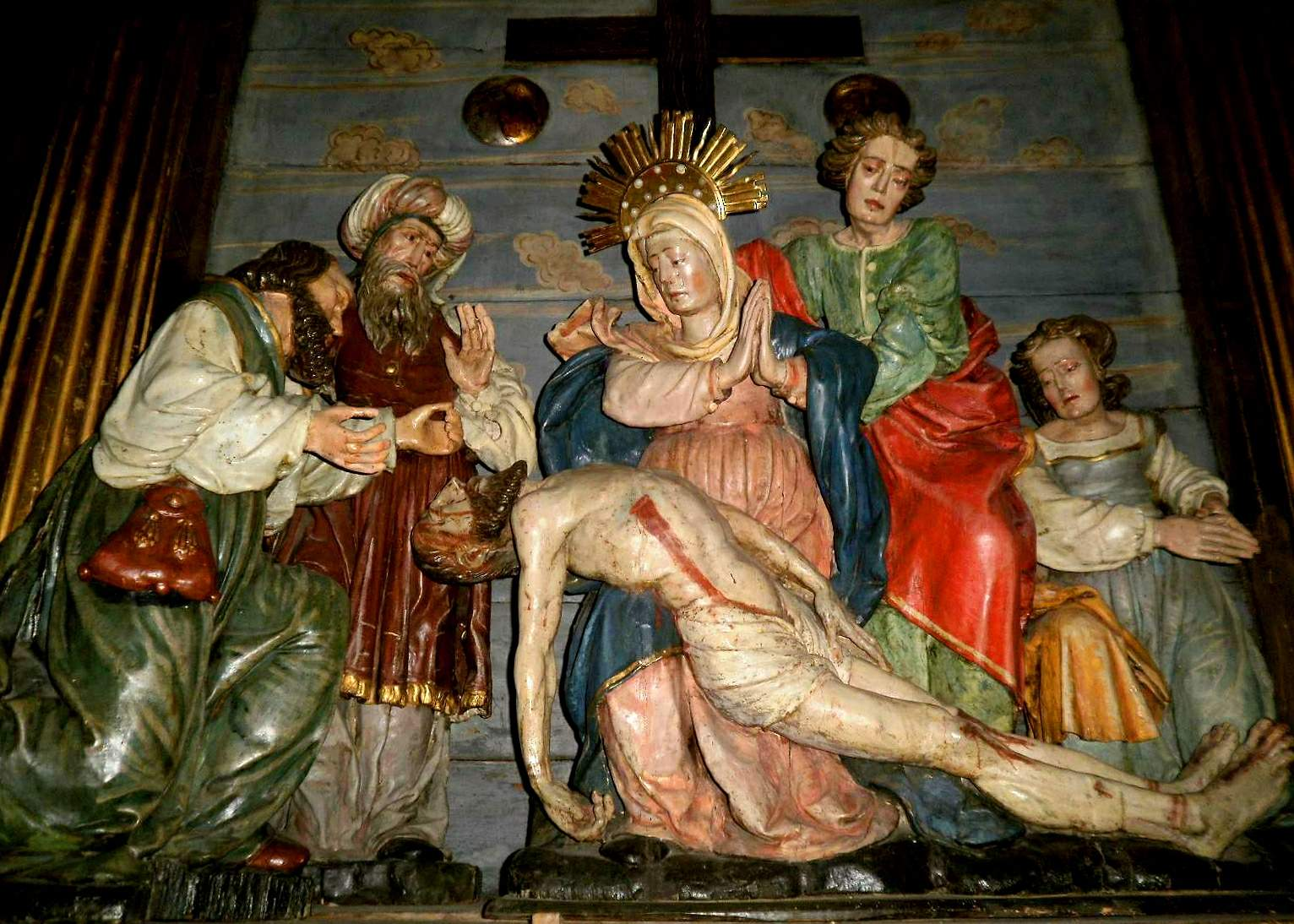
Cappella della Pietà, particolare

## Descrizione

### Esterni
La chiesa si trova nel centro storico dell'abitato di Sangüesa. La parte artisticamente più importante nell'intera struttura esterna del luogo di culto è il grande portale trecentesco sulla facciata, composto da due parti sovrapposte. Nella parte inferiore tre coppie di colonne arricchite dalle sculture della Vergine e di santi sorreggono i tre archi a sesto acuto concentrici. Nella parte superiore vengono raffigurati i dodici apostoli e il Cristo Pantocratore. La torre campanaria si erge al centro della struttura, con base poligonale e celle che si aprono con un doppio ordine di finestre. Quelle inferiori riproducono il disegno del portale e hanno l'apertura a bifora mentre quelle superiori, più semplici, sono a monofora e sono alternate singole o in coppia.

### Interni
L'interno è scandito in tre navate con volte a sesto acuto ognuna con la propria abside. Nella sala sono di notevole interesse la cappella di San Michele la cappella della Pietà. La pala d'altare centrale risale al XVI secolo ed è opera di Juan Pérez Vizcaíno. Conserva le immagini raffiguranti l'Incoronazione della Vergine e la Madonna di Rocamador in argento. Estremamente prezioso è il grande ostensorio usato nelle processioni.